# Kaltfer Kaltack
Kaltfer Kaltack (Port Vila, 1 de noviembre de 1997) es un futbolista vanuatuense que juega en la demarcación de centrocampista para el Yatel FC de la Liga de Fútbol de Port Vila. Es hermano de los futbolistas Tony Kaltak y Jean Kaltack, y primo de Brian Kaltack

## Selección nacional
El 15 de noviembre de 2024 hizo su debut con la selección de fútbol de Vanuatu en un encuentro de clasificación para la Copa Mundial de Fútbol de 2026 contra Nueva Zelanda que finalizó con un resultado de 8-1 a favor del combinado neozelandés tras los goles de Matthew Garbett, Elijah Just, Sarpreet Singh, Callum McCowatt, y dobletes de Tyler Bindon y Chris Wood para Nueva Zelanda, y de Jordy Tasip para Vanuatu.

## Clubes
| Club               | País    | Año       | Partidos | Goles |
| ------------------ | ------- | --------- | -------- | ----- |
| Erakor Golden Star | Vanuatu | 2013-2022 |          |       |
| Yatel FC           | Vanuatu | 2022-     |          |       |